# Leptogenys kitteli
Leptogenys kitteli är en myrart som först beskrevs av Mayr 1870.  Leptogenys kitteli ingår i släktet Leptogenys och familjen myror.

## Underarter
Arten delas in i följande underarter:
- L. k. altisquamis
- L. k. kitteli
- L. k. laevis
- L. k. minor
- L. k. seimsseni
- L. k. transiens